# روبن كامبيو
روبن كامبيو (بالفرنسية: Robin Campillo)‏ هو مخرج وكاتب سيناريو ومونتير فرنسي، ولد في 16 أغسطس 1962 في مدينة المحمدية في المغرب.
أخرج ثلاثة أفلام روائية بارزة هي العائدون (2004) ، الأولاد الشرقيون (2013) و 120 نبضة في الدقيقة (الذي اكتسح العديد من الجوائز حول العالم أبرزها الجائزة الكبرى لمهرجان كان السينمائي 2017 وجوائز سيزار سنة 2018). كما شارك بشكل كبير ككاتب سيناريو لفيلم بين الجدران الذي أخرجه لوران كانتي، والذي حاز جائزة سيزار لأفضل سيناريو مقتبس في عام 2009.

## روابط خارجية
- روبن كامبيو على موقع IMDb (الإنجليزية)
- روبن كامبيو على موقع قاعدة بيانات الأفلام العربية
- روبن كامبيو على موقع ألو سيني (الفرنسية)
- روبن كامبيو على موقع أول موفي (الإنجليزية)
- روبن كامبيو على موقع قاعدة بيانات الأفلام السويدية (السويدية)
- روبن كامبيو على موقع قاعدة بيانات الفيلم (الإنجليزية)
- روبن كامبيو على موقع كينوبويسك (الروسية)